# Acidobacteria
Acidobacteria — недавно визначений тип бактерій. Як вказує назва, відомі види типу ацидофільні. Попри те, що тип вивчений дуже мало, він — важлива складова частина багатьох екосистем, особливо, ґрунтів. Часто, більш ніж 30 % або навіть 50 % послідовностей мікроорганізмів у зразках ґрунту, згідно з аналізом їх 16S рРНК, належали до цього типу . Вони домінували в молекулярних аналізах вологих ґрунтів Вісконсіна, безводих ґрунтів Аризони і в ризосфері масляних культурних рослин  Окремі послідовності представників Acidobacteria також були виявлені в прісноводих середовищах , мікробних матах гарячих джерел , густій грязі стічних вод , біореакторах очищення стічних вод  та інших середовищах.
Хоча тепер тип Acidobacteria містить тільки три описані види: Acidobacterium capsulatum, Geothrix fermentans і Holophaga foetida, та декілька недавно ідентифікованих ізолятів , більшість Acidobacteria ще не була культивирована і відома тільки за своїми послідовностями 16S рРНК. Фізіологічні дані про цю групу дуже обмежені. Окрім деяких фенотипичних рис трьох описаних видів, цей тип поки що тільки відомий одним геном і його відповідною послідовністю в суспільних базах даних (ендо-1-4-бета-ксиланаза бактерії A. capsulatum). Засновуючись на філогенетичному аналізі 16S рРНК, Acidobacteria може бути розділеними на шість головних груп , які відрізняються до 22 % своїми генами 16S рРНК. Розповсюдженість і велика кількість цих мікроорганізмів піднімає питання їх екологічної ролі і метаболічних процесів, в яких вони беруть участь, особливо в ґрунтових середовищах. Засновуючись на різноманітності їх філогенезу і екологічному розповсюдженні, очікується, що Acidobacteria метаболічно і генетично являють собою дуже різноманітну групу, порівнянну з такими групами, як Протеобактерії або грам-позитивні бактерії .